# Новый Азербайджан
Партия «Новый Азербайджан» (Партия «Ени́ Азербайджа́н»; азерб. «Yeni Azərbaycan» Partiyası, сокращённо «YAP») — правоцентристская политическая партия в Азербайджане. Является правящей пропрезидентской партией, насчитывающей в своих рядах к 2025 году, по официальным данным, 744 тысячи членов. Начиная с 1995 года её представители занимают большинство мест в Милли меджлисе (парламенте) Азербайджана.
Председателем партии в конце марта 2005 года стал президент Ильхам Алиев, сменивший на этом посту своего отца, скончавшегося в 2003 году — Гейдара Алиева, который был её основателем.

## История
Партия «Новый Азербайджан» вступила на политическую арену страны в условиях сложной общественно-политической ситуации начала 1990-х годов. 16 октября 1992 года группа из представителей интеллигенции обратилась к председателю Верховного меджлиса Нахичевани Гейдар Алиеву с предложением создать партию; одобрение было получено 24 октября. 

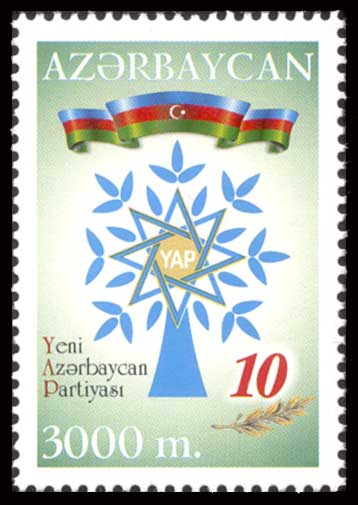
Почтовая марка Азербайджана, посвящённая 10-летию партии (2002)

Учредительное собрание партии состоялось 21 ноября 1992 года в Нахичевани, где участвовали 550 представителей из разных регионов Азербайджана. Председателем партии был избран Гейдар Алиев. В декабре партия прошла официальную регистрацию в Министерстве Юстиции. За короткий срок партия смогла сплотить вокруг себя множество людей. В 1992—1993 годах в регионах Азербайджана были созданы районные партийные представительства. В апреле 1993 года был издан первый номер газеты «Новый Азербайджан». Превратившись в правящую партию, «Новый Азербайджан» стал проявлять всё больше активности во всех сферах жизни государства.
В июне 1995 года были учреждены Женский Совет и Молодёжное объединение партии «Новый Азербайджан».
14 ноября 2017 года состоялась юбилейная церемония, посвящённая 25-летию создания партии «Новый Азербайджан».

## Структура
- Председатель
- 4 заместителя председателя[6]
- Политический совет в составе 86 человек[7]
- Управленческий состав из 20 членов[8]
- Центральная контрольно-ревизионная комиссия из 15 человек[9]
- Исполнительный секретариат

## Принципы
- Единство идей и убеждений;
- Равноправие членов партии;
- Уважение к мнению каждого члена партии;
- Приоритет ответственности и дисциплины;
- Обязательность решений руководящих органов для всех нижестоящих органов;
- Координированная роль выборных органов.

## Права и обязанности членов партии

### Права
- Избирать руководящие органы и быть избранным в них;
- Свободно участвовать в определении политики и деятельности партии;
- Принимать участие на мероприятиях, проводимых партией;
- Представлять предложения для реализации целей и задач партии;
- Использовать поддержку партии;
- Обсуждать и свободно критиковать политику и деятельность партии и её органов;
- Выражать своё мнение до или после принятия решений;
- В необходимых случаях ознакомиться со всеми, в том числе финансовыми документами партии;
- Приостановить членство или покинуть партию.

### Обязанности
- Содействовать осуществлению партийной деятельности путём практической деятельности;
- Выполнять основные принципы партии;
- Соблюдать положения партийной Программы и проводить деятельность в соответствии с её организационными принципами;
- Принимать участие в партийной работе и выполнять задачи партии;
- Беречь авторитетность партии, распространять идеи и соблюдать принципы партии;
- Выплачивать членский взнос в установленном законом порядке.

## Участие на выборах
В 1993 году основатель партии Гейдар Алиев одержал победу на президентских выборах.
На первых парламентских выборах на основе многопартийной системы, проведённых в ноябре 1995 года партия получила большинство мест в парламенте (53 из 124), и тем самым доказала свою политическую силу.
В 1998 году на президентских выборах победу вновь одержал Гейдар Алиев. В 1999 году партия также проявила активность на муниципальных выборах.
В 2000 году прошли очередные выборы в Милли меджлис, на которых первенство осталось за «Новым Азербайджаном». Партия получила 78 мест из 125.
В 2003 году состоялись очередные президентские выборы, на которых кандидат партии «Новый Азербайджан» Ильхам Алиев был избран президентом с 76,8 % голосов.
В 2005 году на очередных парламентских выборах 63 кандидат данной партии одержал победу, в 2010 году — 71 кандидат.
В 2015 году на очередных выборах в Милли меджлис партия получила 71 место в парламенте.
В 2008 и 2013 году на очередных, а также в 2018 и 2024 году на внеочередных президентских выборах победу одержал кандидат этой партии Ильхам Алиев.
На парламентских выборах 2020 года партия получила 72 места в парламенте.

### Парламентские выборы 2024
На парламентских выборах  2024 года партия выдвинула кандидатов от всех 125 избирательных округов. В качестве наблюдателей от партии зарегистрировано 126 человек.
Все кандидаты были зарегистрированы ЦИК Азербайджана.
До дня голосования 125 наблюдателей от партии отслеживали заседания окружных избирательных комиссий, 1 наблюдатель — заседания ЦИК.
В день голосования 817 наблюдателей осуществляли наблюдение во всех избирательных округах. 12 686 наблюдателей осуществляли наблюдение в участковых избирательных комиссиях.
1 член партии был назначен членом с правом совещательного голоса по ЦИК, 6 468 — членами с правом совещательного голоса по окружным и участковым избирательным комиссиям.
Предвыборная агитация началась 9 августа 2024 года. Лозунг партии на данных выборах — «В новую эпоху с Новым Азербайджаном!».
Партия в целях равноправия с другими партиями и независимыми кандидатами на выборах отказалась от бесплатной агитации.
По итогам выборов партия получила 68 из 125 мест в Национальном собрании Азербайджана.

### Муниципальные выборы 2025
Партия примет участие в муниципальных выборах, которые состоятся 29 января 2025 года. Будут выдвинуты кандидаты по каждому из 118 избирательных округов.

## Съезды партии
1. 20-21 декабря 1999 года прошёл первый съезд партии, на котором приняли участие больше 2000 членов партии из разных регионов страны, а также больше 30 зарубежных представителей. На съезде были представлены доклады о деятельности, внесены изменения в Устав и Программу партии, а также избраны Руководящие органы[18].
2. 21 ноября 2001 года в Баку состоялся второй съезд правящей партии, на котором в Устав были внесены некоторые изменения, среди которых было создание новой должности первый заместитель председателя партии. На эту должность был избран Ильхам Алиев. Политический Совет, который состоял их 108 членов и Управленческий Состав из 26 членов избирали Руководящие органы партии. На съезде участвовали около 2000 тысяч членов партии[19].
3. 26 марта 2005 года состоялся третий съезд «Нового Азербайджана», на котором приняли участие около 1800 членов. Были представлены отчёт о деятельности Управленческого Совета и центральной контрольно-ревизионной комиссии. Также на основе единогласного решения первый заместитель председателя партии был избран на пост председателя партии[20].
4. 2 августа 2008 года в Баку, в Спортивно-концертном комплексе имени Гейдара Алиева с участием более 600 членов — представителей из разных регионов состоялся четвёртый съезд партии. Основной темой съезда стало выдвижение кандидатуры на пост главы государства на очередных выборах 15 октября 2008 года[21].
5. 7 июня 2013 года, в Баку, во дворце «Бута» прошёл пятый съезд партии[22], на котором был переизбран председатель партии, а также выдвинута его кандидатура на очередных президентских выборах, которые запланированы были на октябрь. Также на съезде был избран состав из 90 человек Политического Совета, после чего ещё 21 человек составили Правление партии. Также были избраны 15 членов центральной контрольно-ревизионной комиссии партии[23].
6. 8 февраля 2018 года состоялся VI съезд партии «Новый Азербайджан»[24], на котором заместитель председателя партии Али Ахмедов представил проект постановления съезда о выдвижении кандидатуры председателя партии на пост главы государства на внеочередных президентских выборах[25]. Постановление съезда было вынесено на голосование, в результате которого единогласно принято. На съезде участвовали представители более 700 тысяч членов правящей партии[26].
7. 5 марта 2021 года в онлайн-формате состоялся VII съезд партии «Новый Азербайджан», в ходе которого были обсуждены события и итоги Отечественной войны[27].

## Сотрудничество с партиями других государств
- Партия справедливости и развития
- «Единая Россия»
- «Аманат»
- Народно-демократическая партия Таджикистана
- «Партия регионов»
- Либерально-демократическая партия Беларуси
- Коммунистическая партия Китая
- Консервативная партия Великобритании
- Либерально-демократическая партия Узбекистана